# صموئيل فيسيندن
صموئيل فيسيندن هو محامي وسياسي أمريكي، ولد في 12 أبريل 1847، وتوفي في 7 يناير 1908. نشط حزبياً في الحزب الجمهوري. وقد انتخب Presidents pro tempore of the Connecticut Senate ‏ وانتخب عضو مجلس نواب كونيتيكت ‏.